# Liste des cardinaux créés par Grégoire VI
Au cours de son pontificat de 1045 à 1046, Grégoire VI a créé 4 cardinaux.

## 1045
- Giovanni (évêque de Labico)
- Pietro (diaconie inconneu)

## 1046
- Giorgio (évêque de Porto)
- Pietro

## Source
- Mirandas sur fiu.edu